# Spartentrennung
Die Spartentrennung ist ein Grundsatz des Versicherungswesens. Gemäß § 8 Abs. 4 des Versicherungsaufsichtsgesetzes (VAG) dürfen Versicherungsunternehmen, die im Lebens- oder substitutiven Krankenversicherungsgeschäft tätig sind, keine anderen Versicherungssparten (also kein Schaden- und Unfallversicherungsgeschäft) betreiben.

## Grundsatz der Spartentrennung
Spartentrennung heißt, dass
- Lebensversicherungen,
- Krankenversicherungen sowie
- Schaden- und Unfallversicherungen

in jeweils eigenständigen Unternehmen betrieben werden müssen (jeweils als Aktiengesellschaften, als VVaG oder als öffentlich-rechtliche Versicherungsunternehmen).
Die Schaden- und Unfallversicherung wird auch als Kompositversicherung bezeichnet. Der Begriff bringt zum Ausdruck, dass diese Unternehmen eine Vielzahl von Versicherungssparten betreiben dürfen.
Früher galt die Spartentrennung auch für das Rechtsschutzversicherungsgeschäft. Dieses kann mittlerweile in der Schaden-/Unfallversicherungsgesellschaft betrieben werden. Allerdings muss die Rechtsschutz-Schadenregulierung, um Interessenskonflikte zu vermeiden, nach § 8a VAG in eine rechtlich selbständige Gesellschaft ausgelagert werden (meistens in der Rechtsform einer GmbH).

## Kleine Spartentrennung
Die sogenannte „kleine Spartentrennung“ besagt, dass sich grundsätzlich jeder Versicherungszweig auf Dauer selbst tragen soll. Dies ist aber keine gesetzliche Pflicht. Entsprechend wird dies oftmals nicht erreicht; bspw. muss bei fast allen Versicherern das Kraftfahrt-Geschäft (zumindest die Kfz-Haftpflicht) durch andere Zweige quersubventioniert werden. Da gerade dieser Zweig jedoch als sog. „Einstiegssparte“ gilt, wird dies von den Unternehmen in Kauf genommen.

## Spartentrennung im Versicherungskonzern
Die Spartentrennung war und ist förderlich für die Bildung von Versicherungs-Konzernen:
In der Praxis finden sich meistens rechtlich selbständige Unternehmen zum Betrieb des Geschäfts der jeweiligen Sparte („XYZ Versicherung AG“, „XYZ Lebensversicherung AG“, „XYZ Krankenversicherung AG“ sowie „XYZ Rechtsschutz-Schaden-Service GmbH“). Darüber fungiert meistens eine Finanz- oder Management-Holding („XYZ AG“) als Konzernmutter.

## Spartentrennung in Österreich
Versicherungsunternehmen, die die Rechtsschutzversicherung neben anderen Versicherungszweigen der Schadenversicherung ausüben, müssen die Schadenregulierung in der Rechtsschutzversicherung entweder
- von ähnlichen Tätigkeiten in anderen Versicherungszweigen organisatorisch trennen oder
- auf ein anderes, hierzu geeignetes Unternehmen übertragen (§ 12 Abs. 1 VAG).

Durch diese Vorschrift soll verhindert werden, dass durch den gleichzeitigen Betrieb der Rechtsschutzversicherung und anderer Versicherungszweige Interessenkollisionen eintreten, die die Interessen der Rechtsschutzversicherten gefährden.
Eine Querfinanzierung der Kfz-Sparten durch andere Sparten ist in den meisten Versicherungsunternehmen nicht mehr der Fall. In der Sachversicherung ist der Anteil der Kfz-Sparten im Privatkundensegment so hoch, dass sich keine Versicherung einen negativen Verlauf leisten kann.